# Попово-Лежачанский сельсовет
Попово-Лежачанский сельсовет — сельское поселение в Глушковском районе Курской области Российской Федерации.
Административный центр — село Попово-Лежачи.

## История
Статус и границы сельского поселения установлены Законом Курской области от 21 октября 2004 года № 48-ЗКО «О муниципальных образованиях Курской области».

## Население
| 2002  | 2010  | 2012  | 2013  | 2014  | 2015  | 2016  |
| ----- | ----- | ----- | ----- | ----- | ----- | ----- |
| 1547  | ↘1197 | ↘1144 | ↘1143 | ↘1102 | ↘1070 | ↘1052 |
| 2017  | 2018  | 2019  | 2020  | 2021  |       |       |
| ↘1048 | ↗1056 | ↘1024 | ↘1003 | ↗1087 |       |       |

## Состав сельского поселения
| № | Населённый пункт | Тип населённого пункта       | Население |
| - | ---------------- | ---------------------------- | --------- |
| 1 | Бырдин           | хутор                        | ↘16       |
| 2 | Заря             | хутор                        | ↘3        |
| 3 | Отруба           | хутор                        | ↘1        |
| 4 | Попово-Лежачи    | село, административный центр | ↘1177     |